# Shlomo Mintz
Pour les articles homonymes, voir Mintz.
Shlomo Mintz est un violoniste, altiste et chef d'orchestre israélien, né le 30 octobre 1957 à Moscou. Il se produit sur les scènes internationales avec des orchestres en récitals et concerts de musique de chambre.

## Biographie
En 1959, à l’âge de deux ans, Shlomo Mintz émigre avec sa famille en Israël, où il étudie avec Ilona Feher, l’une des dernières représentantes de l’École de violon d'Europe centrale. Feher présente Shlomo Mintz à Isaac Stern qui devint son professeur. Il a également suivi l’enseignement de Dorothy DeLay à New York.

## Carrière musicale
Shlomo Mintz commence sa carrière de concertiste à l’âge de 11 ans avec l’Orchestre Philharmonique d’Israël sous la direction de Zubin Mehta pour interpréter le Premier concerto pour violon et orchestre de Paganini en remplacement de Itzhak Perlman qui était tombé malade. A 16 ans, il se produit au Carnegie Hall avec l’Orchestre Symphonique de Pittsburgh sous le patronage d’Isaac Stern et de la Fondation Amérique-Israël pour la Culture ; simultanément il étudie avec Dorothy DeLay à la Juilliard School of Music à New York. À l'âge de 20 ans, il fait une tournée à travers l'Europe avec Carlo Maria Giulini, Antal Dorati et Eugene Ormandy. Il signe un contrat avec Deutsche Grammophon.
En 1997, il joue sur le Il Cannone, violon fabriqué en 1742 par le luthier Guarnerius del Gesù et dont Niccolò Paganini fut le plus éminent propriétaire, lors d’un concert à Maastricht aux Pays-Bas avec l’Orchestre Symphonique du Limbourg sous la direction de Yoel Levi. Ce concert fut donné à l’initiative de la télévision néerlandaise (TROS) et diffusé en décembre 1997.
Parmi les nombreux violons joués par Shlomo Mintz, on peut citer notamment un Stradivarius de 1719, le "Zahn", un G.B. Guadagnini de 1752 et deux Guarneri del Gesù de 1735 et 1740.

## Carrière chef d'orchestre et de directeur artistique
Dès l’âge de dix-huit ans, Shlomo Mintz pratique également la direction d’orchestre et dirige alors dans le monde entier comme le Royal Philharmonic Orchestra en Grande-Bretagne, l’Orchestre symphonique de la NHK au Japon ou l’Orchestre philharmonique d’Israël.
Shlomo Mintz est conseiller musical de l'Orchestre de chambre d’Israël de 1989 à 1993. En 1994, il est nommé conseiller artistique et chef principal invité de l'Orchestre symphonique de Maastricht aux Pays-Bas avec lequel il collabore pendant quatre saisons en tant que chef et violon solo. En 2008, il est nommé chef principal invité de l'Orchestre philharmonique de Zagreb. De 2002 à 2012 le directeur artistique du Festival international de musique Sion Valais (Suisse).

## Enseignement
Shlomo Mintz donne des masterclass dans le monde entier et siège dans les jurys des grands concours internationaux. Depuis août 2012, Shlomo Mintz dirige les Master Classes de Crans-Montana Classics. Ces Master Classes se sont donné pour mission de découvrir et promouvoir le talent de jeunes violonistes et d'enrichir leur expérience et leur pratique musicale.
Il est président du Concours de violon à Buenos Aires et président du Munetsugu Concours de violon au Japon.
Shlomo Mintz a été membre du jury du concours Tchaïkovsky à Moscou (1993) et du Concours musical international Reine Elizabeth à Bruxelles (de 1993 à 2001). De 2002 à 2011, il a présidé le jury du Concours international de violon de Sion-Valais en Suisse. Il est l’un des fondateurs de l'Académie internationale de violon Keshet Eilon qui se déroule chaque été à Keshet Eilon en Israël et responsable d’un programme d’été de niveau avancé à l’intention de jeunes violonistes, programme qu’il dirige de 1998 à 2010.

## Les Violons de l'espoir
Shlomo Mintz a été l’un des principaux acteurs de l’opération les « Violons de l'espoir » en compagnie du luthier Amnon Weinstein. Une vingtaine de violons, rescapés des ghettos et des camps de concentration de la Seconde Guerre mondiale ont été restaurés par Amnon Weinstein et ont pu être utilisés à nouveau lors de plusieurs concerts. Les Violons de l’espoir ont été exposés en 2010 en première mondiale à l’ancien pénitencier de Sion (Valais) avec des photos et des vidéos de Lucille Reyboz de l’Agence Blue Press. Les Violons de l’espoir ont participé à plusieurs manifestations à travers le monde (Paris, Maastricht, Istanbul, Madrid, Charlotte (Caroline du Nord), ainsi qu'à Jérusalem) pour les 60 ans de l'État d’Israël.

## Prix
- premio Accademia Musicale Chigiana, Siena ;
- Diapason D'Or ;
- grand Prix du Disque (3 fois) ;
- Gramophone Award (1988) ;
- Edison Award (2 fois).

En 2006, il a été élevé au grade de Docteur Honoris Causa de l’Université Ben-Gurion de Beer Sheva, Israël.

## Discographie
- Bach, Sonates & Partitas pour violon seul, BWV 1001 – 1006, Deutsche Grammophon
- Bartók, 2 Portraits, C. Abbado, London Symphony Orchestra, Deutsche Grammophon
- Bartók, Concerto pour violon no 1, RN
- Beethoven, Concerto pour violon ; Romances, G. Sinopoli, Philharmonia Orchestra, Deutsche Grammophon
- Brahms, Sonate pour violon et sonates pour alto, Scherzo F.A.E, Itamar Golan, Avie Records and Magnatune
- Brahms, Concerto pour violon, C. Abbado, Berliner Philharmoniker, Deutsche Grammophon
- Bruch, Concerto pour violon, Deutsche Grammophon (premier enregistrement, couplé avec le Concerto pour violon de Mendelssohn)
- Chostakovitch, Sonate pour violon op. 134 ; Sonate pour alto op. 147, Viktoria Postnikova, Erato
- Debussy /  Ravel / Franck, Sonates pour violon - Yefin Bronfman, Deutsche Grammophon
- Dvorak/Sibelius, Concertos pour violon, J.Levine, Berliner Philharmoniker, Deutsche Grammophon
- Fauré, Sonates pour violon nos 1 et 2 - Yefin Bronfman, Deutsche Grammophon
- Israël Philharmonic 60th Anniversary Gala Concert, RCA Victor
- Kreisler, récital Kreisler, Deutsche Grammophon
- Lalo, Symphonie Espagnole, Vieuxtemps Concerto pour violon no 5, Saint-Saëns, Intro & Rondo Capriccioso, Z.Mehta, Israël Philharmonic Orchestra, Deutsche Grammophon
- Mendelssohn, Concerto pour violon, Deutsche Grammophon (premier enregistrement, couplé avec le Concerto pour violon de Bruch)
- Mendelssohn, Sonates pour violon, Deutsche Grammophon
- Mozart, Sinfonia Concertante pour violon et alto KV.364, RCA Victor
- Mozart, Concertos pour violon, Sinfonia Concertante, Hagai Shaham, English Chamber Orchestra, Avie Records (also on Magnatune)
- Paganini, 24 Caprices pour violon seul, op. 1, Deutsche Grammophon
- Prokofiev, Concertos pour violon nos 1 & 2, C. Abbado, Europa Chamber Orchestra, Deutsche Grammophon
- Prokofiev, Sonates pour violon nos 1 et 2 - Yefin Bronfman, Deutsche Grammophon
- Stravinsky, Histoire du Soldat, Valois
- Vivaldi, Les quatre saisons, Stern-Perlman-Mintz-Zukerman, Z. Mehta, Israël Philharmonic Orchestra, Deutsche Grammophon
- Vivaldi, Complete collection of Violin Concertos (10 Volumes), MusicMasters Classics.*